# Sommarlovsprogram
Sommarlovsprogram är ett årligt återkommande barnprogram för sommarlovslediga barn som Sveriges Television sänder kl 09.00 - 10.00 i SVT Barn veckans alla dagar (även på midsommarafton), på senare år vanligtvis sänt av SVT Malmö. Sommarlovsprogrammen är sommarens motsvarighet till jullovsmorgon. Sommarlovsprogrammen hade 40–45 avsnitt t.o.m. 2006. Fr.o.m. 2007 har programmen 50 avsnitt och sedan 2011 sänds programmen 7 dagar i veckan och 68 avsnitt. Dessutom kan man sedan dess se programmet i repris på kvällen. Under de första åren bestod "Sommarmorgon", som då var den återkommande rubriken, av kortfilmer och serier utan någon ramberättelse som knyter ihop dem. Mot slutet av 1980-talet ändrades detta och sedan 1990-talet presenteras det av ett gäng programledare som antingen spelar olika roller eller är sig själva.
Numera består programmet av förinspelade delar som kretsar kring den pågående berättelsen och en direktsänd del som innefattar tävlingar, till vilka barnen kan skicka in teckningar, ringa in eller vara med själva i programmet. 2000 testades ett nytt grepp där man lät telefonsamtalen påverka handlingen.
Utöver detta innefattar sommarslovsprogrammen avsnitt ur olika TV-serier för barn.

## Sommarlovsprogram genom åren
- 1976 – Sommarmorgon
- 1977 – Sommarmorgon
- 1978 – Sommarmorgon
- 1979 – Sommarmorgon
- 1980 – Sommarmorgon
- 1981 – Sommarmorgon
- 1982 – Sommarmorgon
- 1983 – Sommarmorgon
- 1984 – Sommarmorgon
- 1985 – Sommarmorgon, med bland annat komikergruppen Solstollarna och den danska TV-serien Crash.
- 1986 – Sommarmorgon
- 1987 – Sommarmorgon, med bland andra Louise Raeder, Thomas Di Leva och Micke Dubois.
- 1988 – Sommarlov
- 1989 – Sommarlov
- 1990 – Sommarlov
- 1991 – Sommarlov
- 1992 – Volrammos (TV-serie)
- 1993 – Tippen (TV-program)
- 1994 – Tippen (TV-program)
- 1995 – Sommarlov
- 1996 – Kloak (TV-serie)
- 1997 – Salve (TV-program)
- 1998 – Alarm (TV-program)
- 1999 – Mormors magiska vind (TV-serie)
- 2000 – Vintergatan 5a (TV-serie)
- 2001 – Vintergatan 5b (TV-serie)
- 2002 – Högaffla Hage (TV-serie)
- 2003 – Badeboda Bo (TV-serie)
- 2004 – Sommarkåken
- 2005 – Sommarlov 05
- 2006 – Hej hej sommar
- 2007 – Hej hej sommar
- 2008 – Hej hej sommar
- 2009 – Sommarlov 09
- 2010 – Sommarlov
- 2011 – Sommarlov
- 2012 – Sommarlov
- 2013 – Sommarlov
- 2014 – Sommarlov
- 2015 – Sommarlov
- 2016 – Sommarlov
- 2017 – Sommarlov
- 2018 – Sommarlov
- 2019 – Sommarlov
- 2020 – Sommarlov
- 2021 – Sommarlov
- 2022 – Sommarlov
- 2023 – Sommarlov
- 2024 – Sommarlov